# Peniocereus chiapensis
Peniocereus chiapensis är en kaktusväxtart som först beskrevs av Bravo, och fick sitt nu gällande namn av Gómez-hin. och Héctor Manuel Hernández. Peniocereus chiapensis ingår i släktet Peniocereus och familjen kaktusväxter. Inga underarter finns listade i Catalogue of Life.